# Heterodisca flavimacula
Heterodisca flavimacula är en fjärilsart som beskrevs av Louis Beethoven Prout 1929. Heterodisca flavimacula ingår i släktet Heterodisca och familjen mätare. Inga underarter finns listade i Catalogue of Life.